# Om (folyó)
Az Om (oroszul:  Омь) folyó Oroszország ázsiai részén, Nyugat-Szibériában, a Novoszibirszki- és az Omszki területen. Az Irtis jobb oldali mellékfolyója.

## Földrajz
Hossza: 1091 km, vízgyűjtő területe: 52 600 km², évi közepes vízhozama a torkolatnál: 64 m³/s.
A Vaszjugan-mocsaraknál ered, a Baraba-alföldön folyik délnyugat–nyugat felé és Omszknál torkollik az Irtisbe. Kezdetben mocsaras területen, lejjebb erdős sztyeppen folyik végig. Középső szakaszán több kilométer széles völgyet alkot, alsó folyásán, Kalacsinszktól lefelé keskeny (150–500 m) völgyben, magas és meredek partok között halad. 
Október közepe és november közepe között befagy, áprilisban vagy május elején szabadul fel a jég alól. Árvize májustól júliusig tart, egyes években akár augusztusig is elhúzódik. 
A folyón huszonöt híd épült, közülük hat Omszkban. További jelentős város az Om partján Kujbisev és Kalacsinszk. 
Legnagyobb mellékfolyója a jobb parton beömlő Tartasz (560 km).